# Dedicated: Side B
Dedicated: Side B é quinto álbum de estúdio da cantora canadense Carly Rae Jepsen. Serve como uma peça companheira de Dedicated (2019), seu quarto álbum de estúdio. Foi lançado em 21 de maio de 2020 através da 604 Records no Canadá, e pela Schoolboy e Interscope Records nos Estados Unidos. O álbum conta com 14 outtakes do álbum original. O álbum foi precedido pelo single "Let's Be Friends", que foi incluído apenas na edição japonesa do projeto. Musicalmente, o álbum é primariamente dance-pop com influências disco.
O álbum recebeu críticas geralmente favoráveis. Alcançou a 58ª posição da tabela de álbuns do Canadá. Nos Estados Unidos, conquistou o pico de número 22 na tabela Top Album Sales da Billboard. A maior posição aingida pelo álbum foi a de número oito na parada escocesa. Também alcançou a 42ª colocação na parada de álbuns do Reino Unido.

## Antecedentes
Enquanto gravava Dedicated, Jepsen confirmou que ela havia escrito "aproximadamente 200 canções" para o álbum. Ao longo do ano seguinte ao lançamento de Dedicated, cresceram as especulações de que Jepsen lançaria um projeto adicional agregado ao álbum, assim como a cantora já havia feito em seu álbum anterior com Emotion: Side B. Apesar de Dedicated: Side B ter sido lançado sem anúncio prévio em 21 de maio de 2020, em uma entrevista com Mike Wass do Idolator, Jepsen disse:  
"Sinto que deveria parar de fingir. Tenho toda a intenção de fazer isso e lançar uma segunda parte, acho que é divertido ter tanto tempo para gravar um álbum. Dá a você um pouco de perspectiva sobre o que deve vir primeiro e o que deve vir em segundo lugar. Foi mais fácil restringir a primeira parte porque eu sabia que iria compartilhar muito mais músicas".
Enquanto discutia as influências das faixas em uma entrevista para a revista Paper, Jepsen afirmou que ela "queria a vibe praiana dos The Beach Boys, do tipo chapado—onde vocês está seguindo um cara ao redor da praia e, tipo, fazendo amor e todas as coisas que são muito festivas. Nos permitindo ficar tão estranhos quanto queríamos naquele dia". Em uma pergunta sobre os sintetizadores retrô altamente utilizados em alguns dos projetos de Jepsen, ela respondeu:
"Originalmente com [Dedicated], eu estava olhando para a música disco dos anos 70, e acho que chegamos lá com "Julien", mas o resto é como se eu tivesse sido eu levada ao que acho ser uma das melhores eras da música pop, que é os anos 80. É muito sincera, e bem direta ao ponto e sem medo de realmente ser vulnerável e dizer as coisas que você quer. Eu sou meio que atraída de volta para aquele lugar e acho que o som do sintetizador ainda é muito anos 80, e isso me permite pensar, 'Vou te contar os segredos profundos do meu coração, vamos lá!'".

## Recepção da crítica
No Metacritic, que atribui uma classificação normalizada de 100 às resenhas dos críticos convencionais, o álbum recebeu uma pontuação de 79 de 100 com base em sete resenhas, indicando "críticas geralmente favoráveis".
Ali Shutler, da NME, descreveu o álbum como "facilmente um dos melhores discos pop do ano até agora" e continua elogiando as qualidades específicas do álbum: "Dedicated: Side B fornece uma explosão alegre de escapismo do cotidiano miserável, a quarentena ying voando para o yang de How I'm Feeling Now de Charli XCX. Consistentemente brilhante, Side B pode ser uma coleção de recortes, mas este é o tipo de registro que a maioria dos artistas só poderia sonhar em fazer". Natalia Barr, da Consequence of Sound, elogiou "como o processo de composição de Jepsen tem sido focado em todas as emoções e experiências que o amor traz", enquanto observa que "músicas como 'Summer Love', inspirada no ABBA, e a balada suave 'Heartbeat' poderiam ter sido adições benéficas ao Dedicated". Chris DeVille, do Stereogum, escreveu que "faixa por faixa [as canções são] pelo menos tão boas quanto as ofertas originais do Dedicated, se não melhores", pois "se unem com muito mais naturalidade". Além disso, DeVille elogiou a segunda metade do álbum, na qual "Jepsen brinca com sons de rock em 'Summer Love' e na freneticamente otimista 'Let's Sort The Whole Thing Out'", e finalizou convidando "aqueles de nós que estavam perdendo o interesse no show de Carly Rae Jepsen para sintonizar novamente”.
Escrevendo para a NPR, Jon Lewis afirmou que "o álbum parece muito mais do que uma compilação de outtakes de seu último lançamento", expandindo que o projeto "poderia facilmente ter funcionado como um álbum autônomo, com um novo lote de músicas exuberantes e apaixonadas e refrões para ficarem alojados em sua cabeça durante todo o verão". Lewis também chamou as novas faixas de "uma bênção e uma maldição", porque "por um lado, pode ser frustrante ouvir seu dance-pop sempre perfeito na véspera de um verão que provavelmente terá poucas festas dançantes", mas "por outro lado, ninguém faz música para dançar como ninguém assistindo ou cantando no chuveiro como Carly Rae Jepsen".

## Lista de faixas
| Dedicated: Side B – Edição padrão |                                         |                                                                         |                              |         |  |
| N.º                               | Título                                  | Compositor(es)                                                          | Produtor(es)                 | Duração |  |
| 1.                                | "This Love Isn't Crazy"                 | Carly Rae Jepsen Jack Antonoff                                          | Antonoff                     | 3:53    |  |
| 2.                                | "Window"                                | Jepsen Theo Katzman Tyler Andrew Duncan                                 | Katzman Duncan               | 3:18    |  |
| 3.                                | "Felt This Way"                         | Jepsen John Hill Jordan Palmer Tavish Crowe Jakob Hazell Svante Halldin | Hill J. Palmer Rob Cohen [a] | 3:37    |  |
| 4.                                | "Stay Away"                             | Jepsen Crowe Hazell Halldin                                             | Jack & Coke                  | 3:37    |  |
| 5.                                | "This Is What They Say"                 | Jepsen Devonté Hynes Sean Douglas Warren Oak Felder Crowe               | Oak/The Orphanage            | 3:34    |  |
| 6.                                | "Heartbeat"                             | Jepsen Noah Beresin Asia Whiteacre Ariel Rechtshaid                     | Rechtshaid Buddy Ross        | 4:13    |  |
| 7.                                | "Summer Love"                           | Jepsen Hill Daniel Ledinsky Dave Palmer Patrik Berger                   | Hill Berger Cohen [a]        | 3:16    |  |
| 8.                                | "Fake Mona Lisa"                        | Jepsen Julia Karlsson Anton Rundberg Crowe                              | Hightower                    | 2:12    |  |
| 9.                                | "Let's Sort the Whole Thing Out"        | Jepsen Berger Markus Krunegård Pontus Winnberg                          | Berger Winnberg              | 3:54    |  |
| 10.                               | "Comeback" (com part. de Bleachers)     | Jepsen Antonoff Jared Manierka                                          | Antonoff                     | 3:44    |  |
| 11.                               | "Solo"                                  | Jepsen Nate Campany James Flannigan                                     | Flannigan                    | 3:16    |  |
| 12.                               | "Now I Don't Hate California After All" | Jepsen Berger Noonie Bao Krunegård Winnberg                             | Berger Winnberg              | 4:53    |  |
| Duração total:                    | Duração total:                          | Duração total:                                                          | Duração total:               | 43:24   |  |

| Dedicated: Side B – Edição japonesa (faixas bônus) |                     |                                       |                |         |  |
| N.º                                                | Título              | Compositor(es)                        | Produtor(es)   | Duração |  |
| 13.                                                | "Let's Be Friends"  | Jepsen Christopher J Baran Ben Romans | Baran Romans   | 3:10    |  |
| 14.                                                | "Always on My Mind" | Jepsen Baran Romans                   | Baran Romans   | 3:15    |  |
| Duração total:                                     | Duração total:      | Duração total:                        | Duração total: | 49:49   |  |

Notas:
- ↑[a]  denota um produtor vocal.

## Tabelas musicais
| Tabela musical (2020)                        | Melhor posição |
| -------------------------------------------- | -------------- |
| Canadá (Billboard)                           | 58             |
| Escócia (OCC)                                | 8              |
| Estados Unidos - Top Album Sales (Billboard) | 22             |
| Japão (Oricon)                               | 60             |
| Reino Unido (OCC)                            | 42             |